# Palmariggi
Palmariggi es un pueblo italiano de 1 700 habitantes que se sitúa en el sureste de Italia. Se encuentra en la región de Apulia y dista 8 kilómetros de la ciudad de Otranto y más de 35 de Bari, la capital de provincia. Pertenece a la asociación Borghi Autentici d’Italia. 

## Geografía física

### Territorio
Palmariggi es un pueblo muy antiguo que se encuentra en una colina a 99 metros sobre el nivel del mar. Su territorio se presenta prevalentemente plano con ligeras elevaciones pedregosas y está rodeado de árboles de aceitunas seculares, muros de piedra seca, menhir, iglesias rupestres, cortijos, cuevas con frescos brasileños y almazaras hipogeas.

### Clima
Debido a que se encuentra en la zona del Salento oriental, presenta un clima mediterráneo, con inviernos templados y veranos calientes y húmedos. Su temperatura media máxima alcanza los 24 °C en agosto, mientras que la mínima es de 9 °C en enero. Los vientos son muy frecuentes y vienen de la zona balcánica o a veces se trata también de corrientes africanas.

## Historia
Los primeros datos ciertos de la historia de Palmariggi se remontan al siglo XIII durante el dominio de Carlos Angió. Él partió el feudo en dos partes y solo en el siglo siguiente, en el año 1330, Guidone Sambiasi lo volvió a unificar. Después, pasó a manos de algunas familias, como los Cesaroli, Santacroce y Ventura. A partir del 1463, se convirtió en una propiedad de los aragoneses, luego de la familia Mattei, de los Varvassa y por último de los Vernazza. Según el historiador Maselli, Palmariggi era en origen un castillo y tuvo la suerte de resistir a los ataques de los turcos y de los sarracenos. Se enfrentó incluso a los árabes y los venció, ganando de esta manera el honor de la Palma (es decir, palmera) que era símbolo de la victoria. De aquí, se deriva la leyenda de la Virgen de las palmeras que después de asustar a los enemigos turcos, los indujo a dejar el pueblo. Palmariggi, al igual que muchos otros castillos de Otranto, se edificó para evitar las incursiones internas que se originaban cerca de los puertos del mar Jonio. Alrededor de dicho castillo, se creó una aglomeración urbana llamada Casale di San Nicola. En 1480, los sarracenos empezaron a saquear varias aldeas. Los hombres guerreros se enfrentaron a las poblaciones turcas, mientras que las mujeres esperaban una ayuda divina. Cuando los turcos llegaron al casal, aconteció algo excepcional. Apareció la Virgen María con una palmera en las manos y con un ejército numeroso. Los turcos, creyendo que se tratase del ejército del duque de Aragón, huyeron; así los habitantes de Palmariggi estaban salvos. Para celebrar lo acontecido, los habitantes del Casale di San Nicola se nombraron «habitantes de Palmariggi», es decir, «palmera de la victoria» o «tú que sostenes la Palmera». La Virgen María llegó a ser patrona de Palmariggi.

## Lugares de interés
El Santuario di Montevergine representa sin duda uno de los mejores sitios de interés. Se edificó en 1707 en la parte superior de una iglesia rupestre, donde es posible encontrar un icono de la época bizantina que, según la leyenda, encontró un pastor en el año 1595. En la colina de Montevergine se encuentra un menhir, un obelisco erecto en honor de la Virgen María y una zona con árboles de pinos, donde se reza el Vía Crucis. En un sendero rupestre que conduce a la colina de Montevergine, en una altura que se encuentra fuera del pueblo, se sitúa la Cappella della Madonna del Monte, un edificio religioso de época medieval. En el centro de Palmeriggi, es posible admirar varios edificios históricos, como por ejemplo la Chiesa Madre, el Palazzo Vernazza (la actual sede municipal), un castillo aragonés del siglo XV, el Palazzo Bitonti, la Torre dell’orologio y la Cappella della Madonna della Palma.

## Economía
Cuenta con una economía basada esencialmente en la agricultura. Gracias al clima mediterráneo y al suelo fértil de la zona, los cultivos de aceitunas y trigo se extienden por gran parte del territorio, mientras que el cultivo del tabaco, muy común antes, ya está desapareciendo. Aproximadamente el 40% de la población trabaja en el sector terciario.

## Evolución demográfica
| Gráfica de evolución demográfica de Palmariggi entre 1861 y 2001 |
|                                                                  |
| Fuente ISTAT - elaboración gráfica de Wikipedia                  |